# Бела Србија
Бела Србија или Бојка (стгрч. Βοΐκι — Бојки), назив је за област у Европи која је према наводима византијског цара Константина VII Порфирогенита (913—959) у спису „О управљању царством“ (лат. De administrando imperio) била прапостојбина Срба из које су они кренули на Балканско полуострво. О положају Беле Србије постоје различите теорије. Једна од ових теорија Белу Србију смешта на подручје данашње источне Немачке, где је историјски потврђено постојање лужичкосрпске државе између 7. и 10. века, на подручју које и данас насељавају Лужички Срби.

## Историја
Након што је Тиринжанско царство уништено од стране Франака и Саса, Срби су живели у миру, али су морали да плаћају годишњи данак Сасима. Након што су источни Саси напустили територију између Лабе и Зале 561. године, Франци су завладали тим областима и ставили под власт Србе. Неки извори тврде да су Срби били и пре под франачком влашћу. Тако да ће земљу између Зале и Лабе, већ након завршетка Тиринжанске државе 531/534. године имати утицај Франци.
Године 571. Авари освајају Тирингију,Тиринжане Германе и Србе и остала словенска племена западно од Одре. Срби и Чеси су се побунили 628. године, Чешку је предводио Само, а Србе Дерван. Заједно су добили независност од Авара.

### Летопис попа Дукљанина
На почетку летописа се помиње владар Срба у прапостојбини Свевлад, са својим синовима Брусом, Тотилом и Оштројлом, што и доказују правци освајања Тотиле и Оштројла, јер се помињу да су прво заузели Панонију. Касније се помиње како је Свевлада наследио Брус: „после очеве смрти седе на његов престо и владао је уместо њега у земљи свог рођења”, Вероватно се мисли на Белу Србију. Занимљиво је то да су Готи живели у севернијем делу Полабља. Касније се о Брусу и Белој Србији ниште не помиње, осим да је Оштројлов син, Сенудиал владао од Пољске (Беле Србије вероватно) до Валдевина (Винодола), а њега је наследио Селимир, за чије се време десила вероватно сеоба Срба на Балкан, док је његов брат Дерван вероватно остао у Белој Србији. Занимљиво је да Винодол такође постоји и у словачкој познатој историјској регији Њитри. Проблем долази због преписа, где се помиње да је владао од Винодола до Аполоније, регије у провинцији Илирији. Ако је тачно да је непознати кнез Селимир, због сличности и тачности времена, онда је вероватно да је Сенудиал владао Белом Србијом и да су га наследили Дерван и Селимир, али се у летопису не помиње шта се десило са Брусом. Хронолошки је немогуће поставити време владавина ових владара.

## Положај Беле Србије
Порфирогенит у свом делу каже: „Срби воде порекло од некрштених Срба, названих и Бели, насељених са оне стране Турске (Мађарске), у крају који се код њих назива Бојки (Бојка), где им је у суседству и Франачка, исто као и велика Хрватска (југ данашње Пољске и Шлеска), она некрштена, која се назива и Бела. Тамо су дакле ови Срби од давнине настањени“.
Сам термин Бојка али и њен тачан положај до данас нису разрешени и на снази су три претпоставке које је смештају:
- западно од Беле Хрватске на простор северне Чешке и Лужице
- источно од Беле Хрватске на простор источног Закарпатја односно на северозапад данашње Украјине
- на подручје данашње Пољске (горњи ток Висле и Одре)

## Положај Беле Хрватске
Према наводима Порфирогенита у истом делу, Бела Хрватска се такође налази иза Турске (Мађарске), граничи се са Белом Србијом, налази се поред Франачке, а њени становници су у сукобу са Баварцима и Печенезима. Смештање иза Мађарске, лоцира Белу Хрватску у Закарпатје, док је сукоби са Баварцима и близина Франачке смештају на простор данашње Чешке, али проблем настаје у помињању напада Печенега на њу, пошто су они боравили у источном Закарпатју.
Поред Порфирогенитовог списа, још неколико докумената из средњег века помињу Белу Хрватску и на основу њих се она може сместити у горњи ток Висле око Кракова. На основу овога, Ферјанчић у својим коментарима Порфирогенитовог дела у прилог тој тези наводи и да је једино та област у Порфирогенитово доба била некрштена на западнословенском подручју. Он поред тога наводи да је сам цар када је помињао нападе Печенега, вероватно појам Беле Хрватске проширио на целокупну првобитну Чешку државу под Болеславом I (929—967) који је око 940. године овладао Краковском облашћу, док се писање Порфирогенитовог дела смешта око 949. године. На тај начин се положај Беле Хрватске јасно локализује у горњи ток Висле око данашњег Кракова, чиме се ствара јасно полазиште за одређивање положаја Беле Србије.

## Значење термина Бојка
Сам термин Бојки односно Бојка који помиње цар у свом делу није до данас дефинитивно разрешен, иако је на снази неколико различитих тумачења која иду у прилог једној или другој тези о положају Беле Србије.
У прилог западној тези иду извођења термина Бојка од:
- скраћеног и исквареног облика Bojohemum, што је средњовековни назив за данашњу Чешку (Бохемска)[3][4]

У прилог источној тези, иду извођења термина Бојка од:
- русинског племена Бојки [], које је живело у Источној Галицији[3][5]

## Владари
Према Порфирогениту, Срби су у Белој Србији имали владара, чија су два сина наследила од оца власт над Србијом, а један од њих, преузевши половину народа, преселио се на Балкан. Према неким мишљењима, ова два брата су били синови кнеза Дервана. Према другим истраживањима Дрван је један о двојице браће који су наследили кнежевску власт, а другом се сачувало само легендарно име Селимир.

## Сумње у Порфиригенитова казивања
Један број научника у 19. и 20. веку је одбацивао Порфирогенитове наводе о сеоби Срба и Хрвата као измишљотине. Међу ове научнике су спадали Ернст Димлер, Фрањо Рачки, Ватрослав Јагић, Константин Јиречек и Џон Бјури. Према њиховим теоријама, сеоба Срба и Хрвата није уследила као посебан талас, како прича Порфирогенит, већ су се они населили заједно са осталим Јужним Словенима, који су стигли на Балкан у доба Аварске доминације (Према супротном мишљењу, Срби и Хрвати су били Западни односно Источни Словени или Сармати, који су се, населивши се на Балкан, измешали са раније досељеним Јужним Словенима и проширили на њих своја етничка имена).
Димлер држи да су се Срби и Хрвати насилно населили заједно са другим Јужним Словенима, а да је прича о њиховом досељењу званична теорија, по којој се сви народи доспели на територију Византијског царства, силом или милом, ту налазе царевом вољом. Док је Димлер допуштао да је сеоба Хрвата и Срба уследила као посебан талас сеобе Словена на Балкан, Јагић је оспоравао и тај податак, наводећи аргумент да су српско-хрватска наречја чинила целину са осталим јужнословенским наречјима око њих. По Јагићу, цар је чуо нешто о Хрватима и Србима иза Карпата, о Хрватима око Кракова и у Чешкој и за полапске Србе, па је на основу сличности тих имена закључио да далматински Срби и Хрвати воде порекло од северозападних Срба и Хрвата, те је измислио њихове прапостојбине Белу Хрватску и Србију из којих су се они тобоже доселили.
Јиречек је сматрао да су Срби и Хрвати у вековима пре сеобе могли становати иза Карпата, али и он држи да су се у доба сеобе налазили међу Аварима у Панонији и да су били јужни Словени. Док се о Белој Хрватској могу наћи подаци и у другим изворима 9. и 10. века, о Белој Србији нема других података сем у Порфирогенитовом спису.
Ова учењачка школа, која би се могла назвати Димлеровом, оспорава и да су Срби икада становали у Македонији и да име града Сервија потиче од Срба. У другу руку, ови научници не могу да објасне одакле потиче топоним Сервија у Македонији. Они такође оспоравају Порфирогенитов податак да су Срби још од досељења запосели цео југозападни део провинције Далмације, већ сматрају да су се Срби првобитно настанили у брдској Србији или Рашкој, а да је српско име касније раширено над околним словенским племенима током раста рашке државе.
Међу браниоце Порфирогенита спадају Вјекослав Клаић, Натко Нодило, Нико Жупанич и Људмил Хауптман.